# Fatima-Ezzahra Nazih
Fatima-Ezzahra Nazih (en arabe : فاطمة الزهراء نزيه), née en 1988 à Ouarzazate, est une femme politique marocaine. 
Elle a été élue députée dans la liste nationale, lors des élections législatives marocaines de 2016 avec le Mouvement populaire. Elle fait partie du groupe parlementaire du même parti, et elle est membre de la Commission de justice, de législation et des droits de l'homme.